# 大溪 (宜蘭縣)
大溪，是臺灣宜蘭縣頭城鎮的一個傳統地域名稱，位於該鎮北部。相較於今日行政區，其範圍大致包括龜山里、大溪里、合興里不含西南部邊界地帶。

## 歷史
臺灣清治末期，大溪地區為一街庄，稱為「大溪庄」，隸屬於頭圍堡。該庄東南臨太平洋，西南與梗枋庄為鄰，西與烏山庄為鄰，北邊為大平庄、槓仔藔庄，東北邊為大里簡庄。
1901年（日治明治三十四年）11月，廢縣廳改設二十廳，該庄隸屬於宜蘭廳，編入第六區。1905年（明治三十八年）7月，第六區改名「港澳區」。1909年（明治四十二年）10月，合併二十廳為十二廳，該庄仍隸屬於宜蘭廳。1920年（大正九年），廢十二廳改設五州二廳，該庄改制為「大溪」大字，隸屬於臺北州宜蘭郡頭圍庄，大字下有「內大溪」、「外大溪」、「合興」小字名。
戰後頭圍庄改制為頭圍鄉，隸屬於臺北縣，大字亦改制為村。1946年9月，頭圍鄉更名為頭城鄉。1948年再改制為頭城鎮，村改制為里。1950年10月，北、基、宜分治，頭城鎮改隸屬於宜蘭縣。

## 聚落
本地區發展較早的聚落有內大溪、合興、大溪、橋枋湖（橋板湖）等，在日治期初期的官方地圖上已有記載。此外，本地區尚有罟寮、過溪、北關等聚落。

## 交通
台鐵宜蘭線是台灣東北部鐵路幹線，大致以東北—西南走向轉縱向再轉東北—西南走向蜿蜒經過大溪地區東南部沿海地帶。境內設有大溪車站，屬簡易站，只停靠區間車。由此可前往台鐵沿線各地。
省道台2線是台灣濱海公路系統之一，其中基隆至蘇澳路段又稱為「北部濱海公路」，大致以東北—西南走向蜿蜒經過本地區東南部海岸地帶。由該道路此往東北轉西可前往貢寮、瑞芳、基隆等地，往西南可前往頭城市區、壯圍、五結、蘇澳等地。
鄉道宜1線（內大溪產業道路、內大溪路）是烏山至大溪的道路，其東側端點位於大溪聚落省道台2線路口。由此向西北轉西蜿蜒而行，可前往內大溪並止於三份二山東南側鞍部的宜蘭縣、新北市交界處。續行為烏山地區的雙泰產業道路。

## 學校
- 大溪國小

## 產業
- 大溪漁港

## 文化資產
- 舊大溪橋（縣定古蹟）
- 大溪大安廟（主神古公三王大正13年建立）